# ヌクオロ環礁
ヌクオロ環礁（ヌクオロかんしょう、英語: Nukuoro）は、太平洋西部カロリン諸島にある環礁。ミクロネシア連邦のポンペイ州に属しており、自治体にもなっている。

## 地理
環礁は直径6km程であり、礁湖を含めた合計面積は40km2ほどであり、このうち陸地面積は1.7km2と小さい。陸地は40以上の小島に分かれており、環礁の北西から南西にかけての部分に集まっている。最も大きい島はヌクオロ島であり、人口の多くが居住しており、自治体の中心となっている。

## 住民
カピンガマランギ島に次いで国内で2番目に南にある環礁である。人口は2007年の時点で住民は372人であるものの、数百人がポンペイ島に居住している。漁業、畜産、農業（コプラやタロイモ）などが主要な産業である。近年の計画としてクロチョウガイを用いた黒真珠の生産に成功しており、住民の新しい収入源となっている。ヌクオロ環礁はポンペイ島とは離れているものの、飛行場が無く、旅客用ボートも数ヶ月に不規則に1度程度であり、時折通過点としてセーリングヨットが訪れる以外は観光産業が無い。4部屋の学校校舎があるものの、14歳を超えた子供たちは高校へ通うためにポンペイ島へ出ることになる。
住民はカピンガマランギ語に近いトケラウ語関連のポリネシア諸語の方言であるヌクオロ語を話す。ヌクオロとカピンガマランギはポリネシアン・トライアングルの外縁に位置する域外ポリネシアを構成している。現地の伝承によれば最初のヌクオロへの居住は18世紀に南太平洋のトケラウから到来した1人の男と6人の乗組員であったとされる。

## 歴史
欧州人による最初の発見は1806年2月18日のフィリピン王立会社のフリゲート「サンラフェル」の船長であったスペインの海軍将校Juan Bautista Monteverdeによるものである。このため長い間Monteverde Islandsとして知られてきた。

## 註
1. ↑  Matagi Tokelau, History and Traditions of Tokelau, USP Suva p.82-83
2. ↑  Brand, Donald D. "The Pacific Basin: A History of its Geographical Explorations" The American Geographical Society, New York, 1967, p.141.
3. ↑  Sharp, Andrew The discovery of the Pacific Islands Oxford, 1960, p.189.
4. ↑  Nukuoro cited as Monteverde Islands